# 羅斯福 (亞利桑那州)
羅斯福（英語：Roosevelt）是位於美國亞利桑那州希拉縣的一個人口普查指定地區。根據2010年美國人口普查，該地共人口500人，而該地的面積約為6.99平方千米。

## 地理
羅斯福的座標為33°40′03″N 111°08′03″W / 33.66750°N 111.13417°W，而該地最高點為海拔高度675米（即2215英尺）。